# Mormant-sur-Vernisson
Mormant-sur-Vernisson is een gemeente in het Franse departement Loiret (regio Centre-Val de Loire) en telt 117 inwoners (1999). De plaats maakt deel uit van het arrondissement Montargis.

## Geografie
De oppervlakte van Mormant-sur-Vernisson bedraagt 10,5 km², de bevolkingsdichtheid is 11,1 inwoners per km².
De onderstaande kaart toont de ligging van Mormant-sur-Vernisson met de belangrijkste infrastructuur en aangrenzende gemeenten.

## Demografie
Onderstaande figuur toont het verloop van het inwonertal (bron: INSEE-tellingen).